# Лорентсон, Мартин
Свен Ханс Мартин Лорентсон (швед. Sven Hans Martin Lorentzon; род. 1 апреля 1969, Осенхёга, Йёнчёпинг) — шведский предприниматель, миллиардер и основатель популярного стримингового сервиса Spotify и первой европейской доски объявлений TradeDoubler. С 2013 по 2018 входил в совет директоров компании Telia. С апреля 2019 года — советник Умеренной коалиционной партии по вопросам интеграции иммигрантов.

## Биография
Родился на юге Швеции в деревне Осенхёга коммуны Гнушё провинции Смоланд, но в феврале 1970 года семья переехала на окраину города Буроса, где он и вырос в районе Хестра.
Мать — Брита (швед. Brita Inger Margareta, род. 21 сентября 1936) — преподаватель, отец — Свен Луренсон (швед. Sven Arne, род. 1 июля 1932) — экономист, родители в юности были спортсменами мирового уровня: в 1948 году отец выиграл эстафету по бегу 4×1500 метров на Олимпийских играх для молодёжи. Старший брат — экономический консультант Бу Луренсон (швед. Bo Mikael, род. 3 сентября 1963) и ещё одного старшего сиблинга.
Живёт в Стокгольме в трёхкомнатной квартире в районе Васастан с 2005 года. Владеет квартирой на горнолыжном курорте Оре.
С 2017 года состоит в отношениях со шведкой иранского происхождения Тарой Деракхшан и является инвестором в её стартап Sniph — сервис по рассылке пробников селективной парфюмерии.
Страдает расстройством внимания и гиперактивностью, может работать несколько дней подряд, забывая поспать. Занимается спортом два раза в день, ходит в спортзал в полночь, играет в падел-теннис, сквош, флорбол, пинг-понг, увлекается горным велосипедом и бегом.
Любимые компьютерные игры — Hearthstone, Diablo III и Counter-Strike.
Владел автомобилем Audi Allroad Quattro Q3, но в интервью 2019 года сказал, что не имеет автомобиля и пользуется только велосипедом.
Начал обучаться игре на классической гитаре в 2013 году, играет на Gibson Les Paul-58.
Любимая кухня — традиционная шведская.

## Идеологические взгляды
Много читает, каждое утро начинает с чтения бизнес-прессы. Основой успеха называет обширное образование в разных областях знаний, которое стоит за принятием интуитивных решений. Пропагандирует увеличение часов математики в начальной школе и введение программирования в учебный план с первого года школы. В 2013 году вступил в Братство принца Даниэля, пропагандирующее предпринимательство среди студентов. На выступлениях Братства в вузах Мартин говорит, что не стоит вдохновляться примером Марка Цукерберга или Даниэля Эка, — шанс, что без высшего образования можно основать успешную компанию равен нулю. В 2016 году Мартин был избран членом Шведской королевской академии инженерных наук, при Департаменте образования и исследований Швеции, занимающейся интеграцией науки, бизнеса и правительства. На посту занимается лоббированием увеличения объёма технического и экономического образования в начальной школе.
Увлекается политикой и философией, разделяет взгляды социал-демократов, но тяготеет к капиталистическому либерализму, поддерживает Умеренную коалиционную партию. Совместно с Даниэлем Эком, выступает ярым критиком шведской социальной экономики и высокого налогообложения, по их мнению государство не уделяет должного внимания стартапам, намерено создаёт жилищный кризис в Стокгольме для поддержания высоких цен на недвижимость, и усложняет процедуру привлечения венчурного капитала. Одна из главных форм привлечения лучших программистов в стартапы — выделение им крупных опционов компании — невозможна в Швеции из-за того, что в случае успеха компании сотрудники будут вынуждены платить 70 % налога с продажи опциона, в то время как в США эта ставка равняется 15 % для сотрудника и 0 % для основателей стартапа. «Spotify» не может нанять математиков и программистов из России и Украины потому что на получение ими разрешения на работу уходит несколько месяцев. Также не согласен с тем, что по закону шведские компании не могут организовать для своих сотрудников бесплатные курсы йоги, гольфа и других спортивных игр, а также популярные у стартапов бесплатные буфеты в офисе.
В апреле 2013 года стало известно, что компании Лорентсона, владеющие долями в Spotify и Telia, являются офшорами (Rosello на Кипре, а Amaltea — в Люксембурге), и потому информация о его реальных доходах недоступна для шведских налоговых органов. В 2005 году перерегистрировал свою компанию TradeDoubler на Кипре, и этим уменьшил выплату налога на 9 миллионов долларов. В 2006 году он выплатил 1,4 миллиона евро налогов. Spotify к тому моменту также был перерегистрирован в Люксембурге, где подоходный налог низок. По информации СМИ, должен налоговой службе Швеции 6 миллионов евро за 2007—2010 годы, за которые подавал декларацию с нулевым доходом. Сам Лорентсон считает, что платит все полагающиеся налоги, и ему пришлось регистрировать фирмы в офшорах из-за того, что инвесторы не хотят вкладывать в компании, зарегистрированные в Швеции.
По итогам скандала[какого?] Лорентсону была вручена награда «Международный швед года» в 2014 году, а в мае 2015 года он получил корпоративную награду Affärsbragden (бизнес-подвиг) шведской экономической газеты Svenska Dagbladet.
В апреле 2019 года Мартин стал советником лидера Умеренной коалиционной партии Ульфа Кристерссона в комиссии по вопросам интеграции иммигрантов по «Новой шведской модели».

## Карьера
Ещё во время учёбы в начальной школе Сэрласкулан в Буросе Мартин рассказывал одноклассникам, что хотел бы продать по спичечному коробку каждому китайцу и стать миллиардером.
Старшие классы обучался в Гимназии имени Свена Эриксона на техническом направлении. В школе посещал все вечеринки, но всегда ставил учёбу на первое место. Чтобы подготовиться к экзамену он врал, что болеет и не может прийти на вечеринку.
В 1990 году поступил на программу «Дороги и водоснабжение» в Технический университет Чалмерса в Гётеборге где получил магистерскую степень инженера в гражданском строительстве. Весной 2015 года альма-матер присудила Мартину почётную докторскую степень.
В то же время в соседнем Гётеборге слушал курсы в Университете бизнеса и проходил практику на заводе Volvo Torslanda.
По окончании обучения в 1995 году он поступил в телекоммуникационную компанию Telia на стажировку, и благодаря хорошим отношениям с начальником попал в Сан-Франциско в офис AltaVista, самой быстрой поисковой системы того времени. В Кремниевой долине познакомился с лучшими интернет-бизнесменами. По возвращении в Швецию начал работать в инвестиционной компании Cell Ventures, где встретил сына основателей шведской марки одежды «Joy» Феликса Хагнё, который поделился, что продажи через Интернет очень сложны. Вместе они в июне 1999 года основали компанию Netstrategy, позднее ставшую крупнейшей скандинавской сетью онлайн-рекламы «Tradedoubler».
Компания очень быстро стала приносить доход и привлекла к себе внимание в Швеции: в 2001 году она получила приз «IT-rookie of the Year» от Guldmusen, в 2002 году премию от шведского торгового представительства в Великобритании, и в 2004 «Export Hermes» из рук принцессы Виктории как лучший экспортёр Швеции.
В начале 2000-х годов переехал в Германию. В интернет-бизнесе начался подъём и в 2005 году продал часть своих акций компании за 70 миллионов шведских крон.
В 2005 году вернулся в Швецию и начинает искать другие компании, в которые можно инвестировать с целью позднейшей перепродажи, и в 2006 году за 1 миллион евро покупает сервис Advertigo у Даниэля Эка. Между ними завязываются дружеские отношения — оба они находятся в депрессии из-за неожиданно обретённого богатства и потерянной цели в жизни. За год после переезда в Стокгольм в апреле 2005 года Мартин купил только матрас и стул IKEA.
Изучает экономику в Стокгольмской школе экономики и посещает курсы риторики и аргументации в Стокгольмском Университете.
С апреля 2013 по март 2018 года был членом правления компании Telia, где также владеет 230 тысячами именных акций компании. По его заявлению, он покинул пост из-за потери интереса, хотя СМИ обратили внимание, что накануне Telia пыталась продать все свои акции Spotify, чем снизила бы оценочную стоимость его компании, готовящейся к выходу на биржу.
Один из инвесторов в сервис по поиску жилья для студентов Student.com.

## Spotify
В апреле 2006 Мартин и Даниэль решают создать компанию, которую не будут продавать и которой посвятят всю жизнь. Мартин покинул пост директора Tradedoubler и перевёл Даниэлю миллион евро на развитие новой компании. В июне 2006 года они зарегистрировали Spotify — стриминговый музыкальный сервис, финансируемый с дохода от рекламных объявлений — бизнеса, с которым Мартин и Даниэль были хорошо знакомы.
На зарплату разработчикам, аренду офисов и прокат музыкальных лицензий Мартин тратил собственные деньги. Они пытались привлечь деньги инвесторов, но Мартина не устраивали условия, на которых им предлагали сотрудничать. Из-за этих незапланированных трат доля Мартина в «Spotify» оказалась самой крупной — его опция оценивается в более чем четыре миллиарда долларов, он владеет 43,3 % права голоса и 12,7 % акций. Его друг Феликс Хагнё, решивший помочь новой задумке бывшего коллеги, владеет 6,6 % акций стоимостью 1,5 миллиарда долларов.
Мартин занимал пост генерального директора в 2006—2013 и председателя совета директоров в 2008—2016 годах, позднее он уступил эту роль Даниэлю. В интервью они утверждают, что являются лучшими друзьями и с 2006 года не было ни дня, чтобы они не говорили хотя бы раз в день.
Мартин отвечает за разработку дальнейших целей компании и стратегию развития, бюджет, зарплаты, проверку юридических и годовых финансовых отчётов. Каждый квартал он проводит презентации для новых сотрудников компании со всего мира в офисе в Стокгольме.